# Oligia praeduncula
Oligia praeduncula là một loài bướm đêm trong họ Noctuidae.